# Orašje (gmina Vlasotince)
Orašje (cyr. Орашје) – wieś w Serbii, w okręgu jablanickim, w gminie Vlasotince. W 2011 roku liczyła 832 mieszkańców.